# RV Cygni
RV Cygni (RV Cyg / HD 206750 / HIP 107242) es una estrella variable en la constelación de Cygnus. Su distancia estimada al sistema solar es de 640 pársecs (2090 años luz).
RV Cygni es una estrella de carbono de tipo espectral CV5 con una temperatura superficial de 2675 K.
En las estrellas de carbono, al contrario que en la mayor parte de las estrellas, el contenido de carbono supera al de oxígeno; la relación C/O en RV Cygni, mayor que la unidad, es de 1,20.
Además, estas estrellas experimentan una pérdida de masa estelar significativa; RV Cygni lo hace a razón de 1,4 × 10-6 masas solares por año.
Su luminosidad bolométrica —considerando todas las longitudes de onda— es 13 200 veces superior a la luminosidad solar.
Mediante interferometría se ha medido su diámetro angular, el cual, una vez considerado el oscurecimiento de limbo, es de 7,77 ± 0,50 milisegundos de arco.
Ello permite evaluar su diámetro real, siendo este 535 veces más grande que el diámetro solar, cifra sólo aproximada dada la incertidumbre respecto a la distancia a la que se encuentra.
Catalogada como variable semirregular SRB, el brillo de RV Cygni varía entre magnitud aparente +10,8 y +12,4 en un período de 263 días.